# 氧化三甲胺
氧化三甲胺（化学式：(CH3)3NO），又称三甲胺-N-氧化物（TMAO），是三甲胺形成的N-氧化物。

## 性质
氧化三甲胺是一种无色针状晶体，一般以二水合物的形式出现。易吸湿。溶于水，不溶于乙醚。
它是三甲胺的氧化产物。广泛存在于海产动物的体内，由于鳃的不透性和细尿管的再吸收而保存于体内，具有维持细胞-体液间和体液-外界间浸透浓度平衡的作用，成为海鱼体内缓冲体系的一部分。
氧化三甲胺通过酶降解生成三甲胺和二甲胺，这些化合物产生腐鱼气味。在产生二甲胺的同时还会生成甲醛，甲醛具有使蛋白质发生交联的作用，使冷藏的鱼肌肉变硬。十分新鲜的鱼基本上不含三甲胺。

## 制取
三甲胺水溶液用过氧化氢处理可得二水合氧化三甲胺。
{\displaystyle {\rm {\ H_{2}O_{2}+(CH_{3})_{3}N\rightarrow H_{2}O+(CH_{3})_{3}NO}}}
生物体内的氧化三甲胺是以胆碱为原料，经由三甲胺合成的。

## 對人體的可能影響
紅肉的瘦肉中所含左旋肉鹼被腸道中的細菌分解後產生三甲胺，接著被肝臟的三甲胺氧化酶轉化為氧化三甲胺，此氧化物會促進巨噬細胞堆積在血管壁、抑制膽固醇回收路徑、增強血小板凝集活性，可能進而導致粥狀動脈硬化與栓塞的形成，增加罹患心臟病的風險；因此，食用紅肉過量對健康有害。

## 三甲胺尿症
正常人吃下豆类、鸡蛋等含胆碱的食物后，胆碱在大肠内先被分解为三甲胺，然后三甲胺在肝脏的三甲胺氧化酶作用下被氧化为无味的氧化三甲胺。当病人的三甲胺氧化酶不能正常将三甲胺氧化为氧化三甲胺时，腐鱼气味的三甲胺不能被肝脏代谢，在体内蓄积。因此，病人汗液、尿液和呼出气体都含有大量鱼腥味的三甲胺，故这种疾病被称为三甲胺尿症，俗称鱼腥综合征。它是一种较为罕见的遗传性疾病，出现缺陷的基因对应的酶为含黄素单加氧酶3（FMO3）。

## 应用
氧化三甲胺对蛋白质起折叠作用。
有机金属化学中用作脱羰基试剂。
{\displaystyle {\rm {\ M(CO)_{n}+(CH_{3})_{3}NO+L\rightarrow M(CO)_{n-1}L+(CH_{3})_{3}N+CO_{2}}}}
用作有机合成氧化试剂，可将碘代烃转化为醛，用于醛的合成。